# Bass Reeves
Bass Reeves (Contea di Crawford, luglio 1838 – Muskogee, 12 gennaio 1910) è stato un poliziotto statunitense, il primo Deputy Marshal nero a ovest del fiume Mississippi.
(Morgan Freeman)

## Biografia

### Primi anni
Reeves nacque in una famiglia di schiavi nella contea di Crawford, nell'Arkansas, nel 1838. Prende il nome da suo nonno, Bass Washington. Reeves e la sua famiglia erano schiavi del legislatore statale dell'Arkansas William Steele Reeves. Quando Bass aveva otto anni (circa 1846), William Reeves si trasferì nella contea di Grayson, in Texas, nella colonia di Peters. Bass Reeves potrebbe essere stato schiavo anche del figlio di William Steele Reeves, il colonnello George R. Reeves, che era uno sceriffo e legislatore in Texas, e presidente della Camera dei rappresentanti del Texas fino alla sua morte, causata da un morso di rabbia nel 1882.
Quando iniziò la Guerra di secessione americana, George Reeves, il proprietario di Bass, si arruolò nell'esercito confederato, portando Bass con sé. Durante la guerra civile, Bass lasciò il suo proprietario, anche se non si sa bene come e quando. Secondo un documento, Bass Reeves e il suo proprietario avrebbero avuto un alterco per un gioco a carte, a causa del quale Reeves avrebbe picchiato il suo proprietario e sarebbe fuggito nel territorio indiano,  tra cherokee, creek e seminole. Reeves rimase nei territori indiani e imparò alcune delle loro lingue fino al 1865, quando la promulgazione del tredicesimo emendamento abolì la schiavitù.
Come schiavo liberato, Reeves si trasferì in Arkansas e divenne un coltivatore vicino a Van Buren . Si sposò con una donna del Texas, Nellie Jennie, dalla quale ebbe 11 figli.

### Carriera
Reeves e la sua famiglia furono agricoltori fino al 1875, quando Isaac Parker fu nominato giudice federale per il territorio indiano. Parker nominò James F. Fagan U.S. Marshal, ordinandogli di assumere 200 vice-Marshals. Fagan aveva sentito parlare di Reeves come di qualcuno che conosceva il territorio indiano e sapeva parlare diverse lingue indiane. Lo reclutò quindi come vice; Reeves fu il primo funzionario nero a ovest del fiume Mississippi. Reeves fu assegnato come vice U.S. Marshal per il distretto occidentale dell'Arkansas, il quale aveva anche la responsabilità del territorio indiano. Ricoprì questo ruolo fino al 1893, quando si trasferì a Paris, in Texas, per un breve periodo. Nel 1897 fu nuovamente trasferito presso il tribunale federale del Muskogee nel territorio indiano.
Reeves lavorò per 32 anni come ufficiale di pace federale nel territorio indiano e diventò uno dei funzionari più apprezzati dal giudice Parker. Reeves catturò alcuni dei criminali più pericolosi del tempo, ma non fu mai ferito, nonostante il cappello e la cintura fossero stati colpiti in alcune occasioni.
Oltre ad essere un tiratore scelto con fucile e pistola, Reeves dimostrò ottime doti investigative. Quando si ritirò nel 1907, Reeves dichiarò di aver arrestato oltre 3.000 criminali. Si riferisce inoltre che abbia sparato per autodifesa a 14 criminali, uccidendoli.
Uno dei suoi figli, Bennie Reeves, fu accusato dell'omicidio della propria moglie. Reeves fu turbato e scosso dall'incidente, ma sembra che chiese di poter essere lui a consegnare Bennie alla giustizia. Alla fine Bennie fu rintracciato, processato e condannato.
Quando l'Oklahoma divenne uno stato, nel 1907, Bass Reeves, all'età di 68 anni, divenne un ufficiale del dipartimento di polizia del Muskogee . Prestò servizio per due anni, prima di ammalarsi e andare in pensione.

### Ultimi anni
Reeves fu accusato di aver ucciso un cuoco posse. Nel processo davanti al giudice Parker, Reeves fu rappresentato dall'ex procuratore degli Stati Uniti WHH Clayton, che era un collega e un amico. Reeves fu assolto.
La salute di Reeves iniziò a peggiorare dopo la pensione. Morì di malattia di Bright (nefrite) il 12 gennaio 1910.
Era un prozio di Paul L. Brady, che divenne il primo uomo di colore nominato giudice di diritto amministrativo federale nel 1972.
Il trisnipote di Reeves Ryan Reaves è giocatore della National Hockey League.

## Riferimenti nella cultura
- La storia di Bass Reeves è stata a lungo dimenticata dalla storiografia e dalla letteratura. È solo di recente che si è iniziato a recuperarla, inserendolo nella "Texas Trail of Fame", una "Hall of fame" dedicata alla storia dei cowboy nel Texas, nel 2013.[10]
- Sempre dagli anni 2010 si è iniziato a vedere la figura di Bass Reeves in produzioni cinematografiche, televisive e letterarie.
- Bass Reeves è uno dei personaggi del romanzo del 2015 Paradise Sky, dell'autore statunitense Joe R. Lansdale, nel quale appare come crudele e spietato.
- Il fumetto di Lucky Luke del 2020 Inferno di cotone vede come coprotagonista Bass Reeves.[11]
- Una miniserie televisiva basata sulla vita di Reeves intitolata Lawmen - La storia di Bass Reeves, prodotta da Taylor Sheridan e con protagonista David Oyelowo è stata distribuita su Paramount+ dal 5 novembre 2023.[12]